# Homoeophloeus licheneus
Homoeophloeus licheneus là một loài bọ cánh cứng trong họ Cerambycidae.